# Glen Benton
Glen Benton (Niagara Falls, 18 giugno 1967) è un cantante e bassista statunitense, noto per essere il frontman della band death metal statunitense Deicide.

## Storia e caratteristiche
Trovato un annuncio in un locale da parte di un certo Brian Hoffmann che diceva di voler formare un gruppo metal, Glen non perse tempo e contattò il musicista, con il quale, assieme al fratello del chitarrista Eric e il batterista Steve Asheim, avrebbe formato una band di nome Carnage, poi Amon e successivamente Deicide.
Fin dai primissimi demo e album, Benton dimostra di essere più concentrato sulla voce che sul basso sviluppando un timbro molto potente e personale che sarebbe stato emulato da molte band successive. Nell'album di debutto Deicide la sua voce è più gutturale e scarna, ma a partire dagli album successivi sviluppa un growl molto cupo e incisivo; negli album in studio è solito registrare la sua voce per poi sovraincidere in overdub delle parti cantate in scream, scegliendo poi in sede live quale stile canoro usare (ne è un esempio l'esecuzione del brano "death to jesus" sul DVD "Doomsday L.A.");

## Altre particolarità
Oltre che come musicista, Benton è famoso per essere un convinto satanista, dimostrando tale convinzione (come egli stesso ha dichiarato nelle varie interviste) facendosi marchiare a fuoco sulla fronte una croce rovesciata, appena iniziata la carriera con i Deicide. Se si guardano le sue prime interviste si può decisamente notare un enorme coagulo sulla fronte, che successivamente si sarebbe mutato nella famosa cicatrice.
Benton è appassionato di moto come si può vedere nel video Scars of the Crucifix. Ha anche due figli, Daemon Micheal Benton e Vinnie Benton.

## Altri gruppi
Oltre che cantare e suonare il basso nei Deicide, Glen Benton incide le parti vocali in studio per i Vital Remains, anche se occasionalmente partecipa ad alcuni concerti come cantante e, in occasioni minori, come bassista.
Nel 2009 è stato licenziato dai Vital Remains, per essere sostituito con Scott Willy.

## Discografia

### Con i Deicide
- 1987 - Feasting the Beast (con il nome Amon)
- 1989 - Sacrificial (con il nome Amon)
- 1990 - Deicide
- 1992 - Legion
- 1995 - Once Upon the Cross
- 1997 - Serpents of the Light
- 1998 - When Satan Lives (album dal vivo)
- 2000 - Insineratehymn
- 2001 - In Torment in Hell
- 2004 - Scars of the Crucifix
- 2006 - The Stench of Redemption
- 2008 - Till Death Do Us Part
- 2011 - To Hell with God
- 2013 - In the Minds of Evil
- 2018 - Overtures of Blasphemy

### Con i Vital Remains
- 2003 - Dechristianize
- 2006 - Horrors of Hell (raccolta)
- 2007 - Icons of Evil

### Collaborazioni
- 1990 – Cannibal Corpse – Eaten Back to Life (cori nei brani Mangled e A Skull Full Of Maggots)
- 1990 – Napalm Death – Harmony Corruption (voce ospite nel brano Unfit Earth)
- 1990 – Cannibal Corpse – Butchered at Birth (voce ospite nel brano Vomit The Soul)
- 1991 – Cancer – Death Shall Rise (cori nel brano Hung, Drawn And Quartered)
- 1993 – Transmetal – Dante's Inferno (cori nei brani Dante's Inferno e Hymn For Him)
- 2001 – FirstBorn – Killer Within (cori nel brano Killer Within e produzione)
- 2005 – Roadrunner United – The All-Star Sessions (voce nel brano Annihilation By The Hands Of God)
- 2007 – Roadrunner United – The Concert (video; voce nei brani The End Complete e Dead By Dawn)
- 2014 – Belphegor – Conjuring the Dead (voce ospite nel brano Legions Of Destruction)